# Línea C-5 (Cercanías Bilbao)

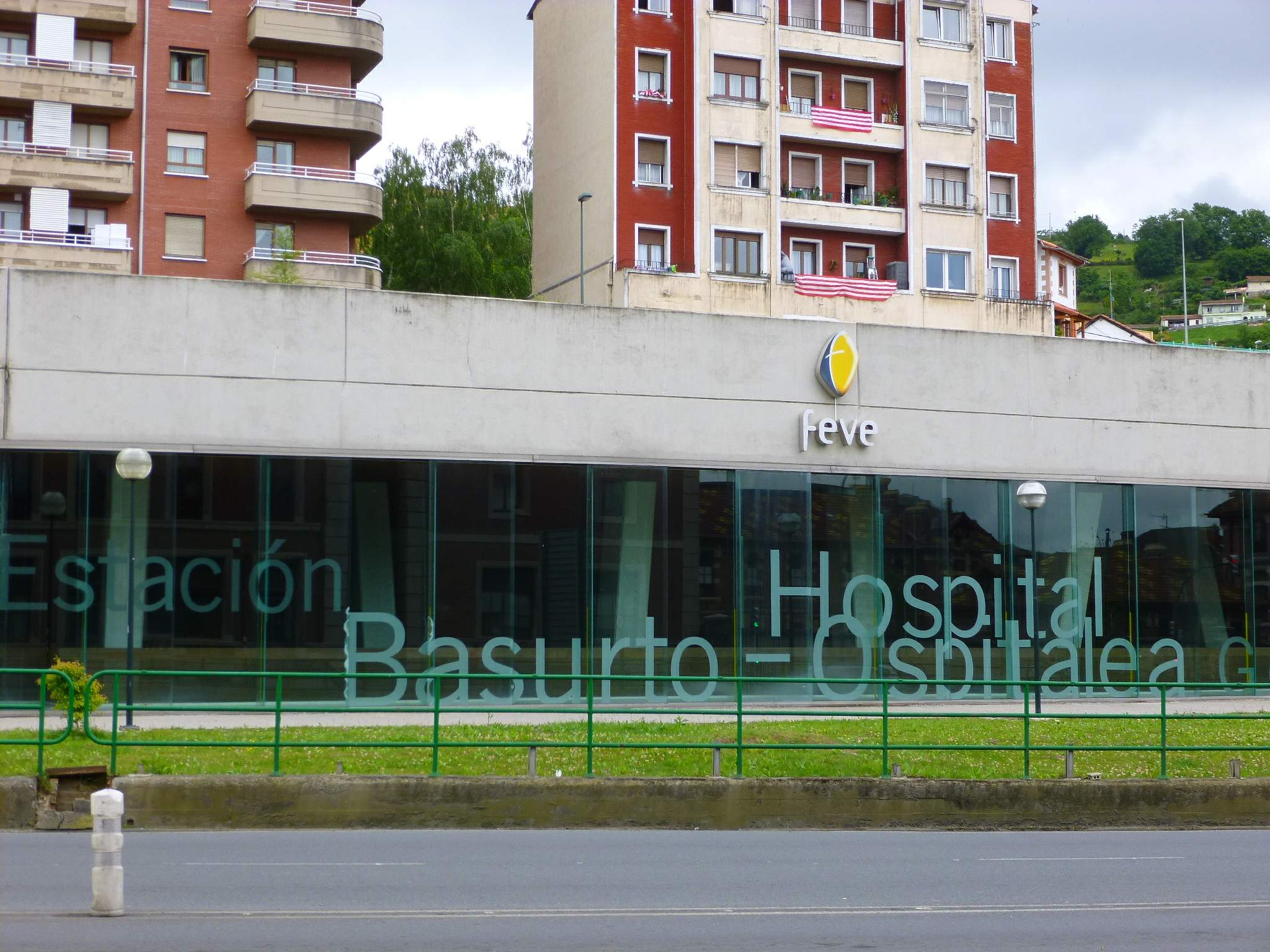
Estación de Basurto Hospital (C4, R3B), servida por Renfe Cercanías AM.

La línea C-5, también denominada R-3b, es una línea de cercanías de la red de Cercanías Bilbao, que enlaza Bilbao con el Valle de Carranza, en el extremo oeste de la provincia de Vizcaya. Comparte trazado y tronco común con la línea C4 desde Bilbao hasta el barrio de Aranguren, en Zalla, en el cual se bifurca y continúa hacia el oeste para dar servicio también a los municipios de Arcentales y el Valle de Villaverde (enclave de Cantabria), siguiendo, en este caso, el trazado propio del ferrocarril de Santander a Bilbao. Esta línea tiene únicamente un tren (los días laborables) por la mañana (práticamente de madrugada) hacia Bilbao. Por tanto, la zona servida por el R3b usa mayoritariamente el tren mayor, R3f, con tres diarios en cada sentido. Estas frecuencias se establecieron como servicios mínimos en 2020 tras la pandemia. Desde entonces, no se han restablecido las frecuencias previas, con más trenes al día.
El trayecto comienza en Bilbao hacia el oeste, donde transcurre en tronco común con la . Aun así, la R3b (y la R3f) sólo paran en las paradas principales. Una vez bifurcado en Aranguren, el tren para en todas las paradas. No lo hace así la R3f, en la que las paradas tras la bifurcación son discrecionales.
En 2010, se suprimieron las paradas de Otxaran y El Peso, posteriores a Mimetiz y Arcentales, respectivamente.
El 1 de enero de 2013, se disolvió la empresa FEVE en un intento del gobierno por unificar vía ancha y estrecha, encomendándose la titularidad de las instalaciones ferroviarias a Adif y la explotación de los servicios ferroviarios a Renfe Operadora, distinguiéndose la división comercial de Renfe Cercanías AM para los servicios de pasajeros y de Renfe Mercancías para los servicios de mercancías.